# Villarta de los Montes
Villarta de los Montes ist ein Ort und eine Gemeinde (municipio) mit noch 395 Einwohnern (Stand: 2024) im Südosten der spanischen Provinz Badajoz in der Autonomen Gemeinschaft Extremadura. 

## Lage
Villarta de los Montes liegt ca. 150 Kilometer ostnordöstlich von Mérida und etwa 200 Kilometer ostnordöstlich von Badajoz in einer Höhe von ca. 550 m. Der Guadiana wird hier zur Embalse de Cijara aufgestaut. 
Das Klima im Winter ist gemäßigt, im Sommer dagegen warm bis heiß; die eher geringen Niederschlagsmengen (ca. 546 mm/Jahr) fallen – mit Ausnahme der nahezu regenlosen Sommermonate – verteilt über das ganze Jahr.

## Bevölkerungsentwicklung
| Jahr      | 1970 | 1981 | 1991 | 2001 | 2011 | 2021 |
| Einwohner | 1401 | 1043 | 868  | 631  | 550  | 421  |

Der deutliche Bevölkerungsrückgang seit den 1950er Jahren ist im Wesentlichen auf die Mechanisierung der Landwirtschaft, die Aufgabe bäuerlicher Kleinbetriebe und den damit einhergehenden Verlust an Arbeitsplätzen zurückzuführen (Landflucht).

## Sehenswürdigkeiten
- Magdalenenkirche
- Marienkapelle